# Erateina tibicina
Erateina tibicina là một loài bướm đêm trong họ Geometridae.